# 武汉西藏中学
武汉西藏中学是一所内地西藏学校，坐落于武汉东湖附近，占地140亩。现在有18个教学班，9个高中班，9个初中班，在校学生800余人。教员80人，其中一名市管专家、一名市十佳魅力教师，20名骨干教师，5名省市级优秀教师。 

## 校史
武汉西藏中学的前身为湖北省沙市六中西藏部、荆州中学（新区）西藏部。2005年8月18日，湖北省西藏班由沙市迁址武汉，落脚于洪山区卓豹路，名为“武汉市洪山高中西藏班”，后更名“武汉市西藏班”。当年年底设18个教学班，教职工75名，学生743名，主要来自山南、阿里。学校对学费实行全免。到2010年，职工达到80人，学生达到786人。为适应学校的发展，武汉市拨款2.2亿元在东湖岸边建了新校址，当年秋天师生迁入新址。教学设备得到更新，寝室由高低床换了单人床，并新建了大操场。2010年被选为“湖北省示范中学”之一。

## 办学情况
该校设有初高中各三个年级和一个预科年级，实行封闭式管理，对学生的学习和生活实行统一安排。封闭式管理也带来一定问题，放假时学生往往需要家长接送。学校也设有汉藏混合班，但生源较少。汉族学生的来源一般为援藏干部的子弟，一些家长不愿意让他们就读于西藏中学，担心教育质量受到影响。藏区的学生进入学校要进行严格的考试，大量的竞赛和考试也给学生造成了一定负担。而且，由于对西藏班的宣传不足，一些家长对它的了解也存在一些障碍。
关于该校学生的适应性，格桑多吉和侯伯云曾在2010年对初中班进行一项调查，抽样的80个学生显示的结果均低于一般发展水平。学习热情、学习环境、学习计划三个指标最低，而毅力、听课方法和独立性的发展程度较高。在适应性上，男女性之间、各年级之间尚不存在显著差别，而学生们的心理健康状况尚待提高。由于老师多为汉族人，而学生们的母语多为藏语，师生在语言沟通上尚存在一定障碍。
由于培养目标特殊，该校拟定了特定的教学计划，以适应西藏经济的发展和藏族的特点。除普通科技文化知识外还教授汉语、藏语及外语。学校开设的特色课程有《球类》、《手工制作》、《书法》、《民族歌舞》、《西藏的旅游开发与环境保护》、《科普知识讲座》等。该校学生在英语、作文竞赛中均有斩获，其中次旺格列在全国物理竞赛中获国家级三等奖，是内地西藏班学生在国家级理科竞赛中获得的最高奖。像其他内地西藏班一样，该校注重政治教育，讲授“四观”、“两论”、“三个离不开”等内容，培养学生党员多名。该校走出的学生普布曲杰在2008年西藏骚乱中立“三等功”。江勇西饶立一等功1次，二等功2次，并在2008年成为全国人大代表。该校有着较高的升学率，2007年以来，重点大学的考取率达到100%。其中2009年是首次有汉族学生参加高考。